# Кварсинское (сельское поселение)
Кварсинское — упразднённое муниципальное образование со статусом сельского поселения в Воткинском районе Удмуртии Российской Федерации.
Административный центр — деревня Кварса.
25 июня 2021 года упразднено в связи с преобразованием муниципального района в муниципальный округ.

## История
Статус и границы сельского поселения установлены Законом Удмуртской Республики от 16 ноября 2004 года № 63-РЗ «Об установлении границ муниципальных образований и наделении соответствующим статусом муниципальных образований на территории Воткинского района Удмуртской Республики».

## Население
| 2010  | 2012  | 2013  | 2014  | 2015  | 2016  | 2017  |
| ----- | ----- | ----- | ----- | ----- | ----- | ----- |
| 2141  | ↗2151 | ↘2137 | ↘2076 | ↘2043 | ↗2093 | ↗2112 |
| 2018  | 2019  | 2020  |       |       |       |       |
| ↘2107 | ↘2099 | ↘2095 |       |       |       |       |

## Состав сельского поселения
| № | Населённый пункт | Тип населённого пункта          | Население |
| - | ---------------- | ------------------------------- | --------- |
| 1 | Двигатель        | деревня                         | ↘378      |
| 2 | Кварса           | деревня, административный центр | ↗1801     |
| 3 | Фотены           | деревня                         | ↗81       |